# Distretto di Hōsu
Il distretto di Hōsu (鳳珠郡, Hōsu-gun?) è uno dei distretti della prefettura di Ishikawa, in Giappone.
Fanno parte del distretto i comuni di Anamizu e Noto.